# ミミズ千匹
ミミズ千匹（ミミズせんびき）は、膣の内壁が数多のミミズがうごめくように不随意に蠕動する女性器を形容する言葉。性交においてこれらの内壁が陰茎に絡みつくように刺激を与えることから、名器の代名詞として使用される。こうした女性器は希少とされ、『週刊ポスト』の取材に対して回答した美容外科医は、自身が触診を行ってきた体験から「数千人に1人くらいの割合ではないか」としている。

## 概要
女性器の具合をミミズに例えた表現は江戸時代末期にはすでに存在しており、『誹風柳多留』の102篇には「数千本 蚯蚓を洗ふ 弓削の母」という川柳が残されている。
しかし、こうしたミミズと名器を結びつける表現が脈々と受け継がれてきたかについては確定的でないため、「ミミズ千匹」という成句については梶山季之が1967年に執筆した小説『女の警察』で取り上げられたものが初出であると考えられている。その後は鈴木則文の『温泉みみず芸者』など複数の作品で名器の形容句として使用されるようになり、世間に浸透していった。
挿入すると、耐えがたい快楽が男性の股間に集まるため、わずか1分程度で射精すると言われている。